# Museu do Computador
O Museu do Computador é uma iniciativa cultural mantida por uma associação privada sem fins lucrativos, dedicada à recuperação, conservação e exposição de computadores e outros objetos relacionados à história da informática e da tecnologia digital no Brasil e no mundo. Foi fundado na cidade de São Paulo em 1998 por José Carlos Valle e realiza eventos itinerantes e mostras temporárias. A associação mantenedora do museu possui um acervo de mais de 15.000 itens, entre exemplares de hardware, software, manuais, livros, posters e fotografias, atestando a linha evolutiva dos objetos ligados à ciência computacional e à informática.

## História ( Evolução)
O Museu do Computador foi criado em 1998 por José Carlos Valle, empresário da área de computação, após sua participação na feira de informática COMDEX, realizada no centro de convenções do Anhembi. Sua primeira sede foi um espaço de 2000 metros quadrados no bairro paulistano de Interlagos, onde eram armazenadas as peças adquiridas por meio de doações de empresas e de órgãos públicos, destacando-se um IBM 1401, cedido pela prefeitura de São Paulo, além de perfuradoras de cartão da IBM e da Remington, uma peça do Burroughs B-500, entre outras peças raras. Ainda em 1998, o museu expôs parte do seu acervo em uma mostra temporária em uma unidade do SESC no Rio de Janeiro.
Nos anos seguintes, o Museu do Computador organizaria uma série de exposições itinerantes em localidades variadas. A maior visibilidade motivou o incremento das doações de particulares ao acervo, que em 2002 somava 5000 itens. Em 2005, sua sede em Interlagos foi aberta à visitação pública, recebendo 10.000 pessoas em um período de três anos. A mostra permanente consistia em na apresentação de uma seleção de peças em ordem cronológica, do ábaco às invenções contemporâneas, complementadas por painéis didáticos e por projeções de vídeo. Em 2008, devido à falta de verbas, o museu viu-se obrigado a deixar o espaço. Continuou, todavia, a realizar exposições itinerantes, participando, por exemplo, do Circuito de Informática e Tecnologia, sediado na Marina da Glória, no Rio de Janeiro, em 2009.
Em maio de 2010, o museu foi reaberto em um espaço cedido no bairro de Santa Ifigênia, apresentando a exposição permanente História dos Computadores, uma seleção de 60 peças representativas do acervo, mas voltou a fechar as portas três meses depois. Atualmente, as peças do acervo encontram-se guardadas em dois galpões localizados na Região Metropolitana de São Paulo.

## Acervo
O Museu do Computador possui um acervo composto por mais de 15.000 objetos, a maioria com mais de 20 anos de fabricação, abrangendo a história da informática e da tecnologia digital, com ênfase no Brasil.
Entre os destaques, enconta-se um disco rígido do B-500 da Burroughs, de 1964, com capacidade de armazenamento de 100 quilobytes; um mainframe da década de 1970, pesando 500 quilos e dotado de um disco rígido de 100 quilos; um Osborne 1, o primeiro computador portátil bem sucedido comercialmente, lançado em 1981; exemplar do primeiro Macintosh, lançado em 1984; exemplares dos primeiros tipos de mouse (feito de madeira, em 1962) e disquetes (1971) produzidos; uma memória de ferrite (1950), etc. Entre os modelos brasileiros, destacam-se um TK 85, produzido pela Microdigital Eletrônica, e o CP 500 (1982) da Prológica, entre outros.